# Viva Las Vegas (1956)
Viva Las Vegas (Originaltitel: Meet Me in Las Vegas) ist eine US-amerikanische Komödie von Roy Rowland aus dem Jahr 1956 mit Dan Dailey und Cyd Charisse in den Hauptrollen. Seine Premiere feierte der Film in den USA am 21. Februar 1956. In die deutschen Kinos kam der Streifen am 18. Dezember 1956. Im deutschen Fernsehen wurde der alternative Titel Mir gehört Las Vegas genutzt.

## Handlung
Der spielbegeisterte Cowboy Jack Osborne reist zu seinem jährlichen Las Vegas Besuch in das von Tom Culdane geführte Casino im Sands an. Hier verspielt er regelmäßig die Ersparnisse des Arbeitsjahres. Durch Zufall erkennt er, dass er tatsächlich gewinnt, wenn die neu angestellte Ballerina Maria ihm beim Spielen die Hand hält. Als die Glückssträhne auch an anderen Spieltischen und an Spielautomaten anhält, zieht das ungleiche Paar durch die benachbarten Casinos. Maria, zunächst abweisend gegenüber Jack, findet zunehmend Gefallen an dem Abend. Die Casinobesitzer spalten sich in zwei Lager, dort wo Jack und Maria gewonnen haben regiert der Unmut, die unbehelligten Casinoeigentümer gratulieren Tom, da sie es für eine Werbeaktion halten.
Als Jack Maria seine Ranch zeigt, geht die Glückssträhne weiter, die Hühner legen übermäßig viele Eier, die Ölquelle fängt plötzlich an zu sprudeln, selbst Jacks grantige Mutter findet Gefallen an der jungen Frau. Auf dem Rückweg nach Las Vegas gestehen sich die beiden Ihre Liebe und beschließen die Heirat. Den unterschiedlichen Lebensstil wollen sie beibehalten, indem Maria 6 Monate auf der Ranch wohnt und 6 Monate mit dem Ballett auftritt.
Marias Manager Pierre, gar nicht begeistert davon seinen Star zu verlieren, spielt Maria zunächst Begeisterung für die geplante Hochzeit vor und bittet die beiden mit ihm durch die Casinos zu ziehen. Unter großem Publikumsinteresse zieht das Trio an die Spieltische. Diesmal verlieren sie allerdings. Als Pierre nun noch Zweifel zwischen dem jungen Paar streut beendet Jack die Beziehung.
Erneut in Las Vegas schaut sich Jack wehmütig den Auftritt von Maria an, bevor er an den Spieltisch geht. Dort trifft er einen jungen Mann wieder, den er aus dem vergangenen Jahr kennt. Diesen auf seine neue Verlobte angesprochen antwortet der Mann mit dem Sprichwort: Glück in der Liebe, Pech im Spiel. Darauf besinnt sich Jack und stürmt die Garderobe von Maria um Ihr erneut seine Liebe zu gestehen.

## Soundtrack
Der Film bindet einige Musik- und Revuenummern mit den Auftritten der entsprechenden Künstlern mit folgenden Liedern ein:
- The Four Aces: Meet me in Las Vegas
- Dan Dailey und Mitsuko Sawamura: Lucky Charm
- Dan Dailey: The Gal with the Yaller Shoes
- Lena Horne: If You Can Dream
- Cara Williams: I Refuse To Rock And Roll
- Frankie Laine: Hell Hath No Fury
- Sammy Davis, Jr.: Frankie and Johnny

## Hintergrund
Die Dreharbeiten zu Viva Las Vegas begannen am 2. August 1955 und endeten Mitte Oktober desselben Jahres. Cedric Gibbons und Urie McCleary gestalteten die Filmbauten. Edwin B. Willis war Ausstatter. Helen Rose entwarf die Kostüme, Wesley C. Miller zeichnete für den Ton verantwortlich. Hermes Pan gestaltete und arrangierte die Tanz- und Musiknummern, William Tuttle war Maskenbildner.
Als Casinobesucher haben unter anderem Frank Sinatra, Debbie Reynolds, Steve Forrest und Peter Lorre Gastauftritte.
In der deutschen Synchronisation wurde der Name des Hauptdarstellers von Chuck Rodwell in Jack Osborne geändert. Der Nachspann wurde allerdings nicht angepasst, womit der abweichende Name nur im Film zu hören ist.
Hollywood-Emigrant Oskar Karlweis (Die Drei von der Tankstelle) spielte hier seine letzte Filmrolle. Er starb wenig später.

## Auszeichnungen
Regisseur Roy Rowland war 1956 für den DGA Award der Directors Guild of America nominiert. Isobel Lennart erhielt eine Nominierung der Writers Guild of America für den WGA Award. George Stoll und Johnny Green erhielten für ihre Musik eine Oscar-Nominierung.

## Rezeption
Der Filmdienst betitelte den Film als „einen vergnüglichen Revuefilm in abwechslungsreicher Kulisse“ und lobte die attraktiv choreografierten Ballette sowie die Auftritte berühmter Musiker.
TV Today bemängelte die „platte Story“, welche von den „flotten Gesangs- und Tanzeinlagen“ aber aufgepeppt wird.

## Synchronisation
| Rolle                        | Schauspieler    | Synchronsprecher      |
| ---------------------------- | --------------- | --------------------- |
| Jack Osborne (Chuck Rodwell) | Dan Dailey      | Heinz Drache          |
| Maria Corvier                | Cyd Charisse    | Dagmar Altrichter     |
| junger Ehemann               | George Chakiris | Ottokar Runze         |
| Koch                         | Lee Tung Foo    | Hans Hessling         |
| Tony                         | Benny Rubin     | Erich Poremski        |
| Pierre Duvall                | Paul Henreid    | Friedrich Joloff      |
| Tom Culdane                  | Jim Backus      | Siegfried Schürenberg |
| Sari Hatvam                  | Lili Darvas     | Eva Eras              |
| Roulette-Spieler             | Ben Frommer     | Arno Paulsen          |
| Charley                      | John Harding    | Wolfgang Gruner       |
| Peter Lorre                  | Peter Lorre     | Eduard Wandrey        |
| Miss Hattie                  | Agnes Moorehead | Roma Bahn             |